# Fusang
Fusang o Fousang (en chino simplificado, 扶桑; pinyin, fúsāng) es un país descrito en China en el año 499 por el misionero budista Hui Shen. Es un lugar a 20 000 li al este del país de Da-han, y también al este de China. Es posible que la medida li, que se utilizaba durante el periodo Han, midiera 415,8 metros. Si así fuera, la distancia de «20 000 li» se traduciría como 8316 kilómetros.
Utilizando la herramienta de medición en el software Google Earth, esa distancia es la que separa Guandong (el puerto principal de la marina imperial china) de Vancouver (Canadá) o el estado de Washington (Estados Unidos).

## Descripción
Da-han es descrita como un lugar al norte-este del país de Wa (suroeste de Japón). Hui Shen se fue en barco a Fusang, y a su regreso informó de sus conclusiones al emperador chino. Sus descripciones se registran en el Liang-shu (‘historia de la dinastía Liang’) de Yao Silian (del siglo VII).
Una cuenta temprana afirma que antes del 219 a. C., el emperador Shi Huang envió una expedición de unos 3000 condenados a un lugar llamado Fusang, que se extendía muy lejos hacia el este, a través del océano, para que fueran sacrificados ante un dios volcán que tenía el elixir de la vida. Al parecer, hubo dos expediciones bajo las órdenes de Xu Fu, el hechicero del tribunal, a buscar ese néctar de la inmortalidad. La primera expedición regresó varios años después, hacia el 210 a. C., cuando Xufu afirmó que una criatura marina gigante les había bloqueado el camino. La expedición partió por segunda vez, con arqueros que harían frente a este monstruo, pero nunca más se supo de ella. [...] El Registro del historiador implica que el hechicero Xu Fu había regresado a China hacía mucho tiempo y estaba escondido en algún lugar cerca de Langya, desperdiciando el impresionante presupuesto de la expedición.

## Interpretaciones
Fusang está descrito como varios sitios al este de China.

### Japón oriental
Una interpretación común del término "Fusang" es Japón, aunque en informe Hui-Sheng Fusang se presenta como distinto del pequeño estado de Wa, otro nombre asociado con el Japón antiguo y probablemente podría haber estado describiendo comunidades japonesas en la isla de Kyūshū o Reino de Ryukyu.
En la mitología china, Fusang se refiere a un árbol divino de Oriente, desde donde sale el sol. Un árbol similar, conocido como Ruomu existe en el oeste, y se dice que cada mañana el sol saldrá desde Fusang y se ocultará en Ruomu. La leyenda china habla de diez aves (normalmente cuervos) que viven en el árbol, y mientras nueve descansan, la décima portaría el sol en su viaje. Esta leyenda tiene similitudes con el cuento chino del héroe de ficción houyi, a veces referido como el arquero, al que se le atribuye la salvación del mundo al derribar a nueve de los soles, cuando un día los diez se elevaron en el aire al mismo tiempo. Algunos estudiosos han identificado a los árboles de bronce que se encuentran en el sitio arqueológico Sanxingdui con estos árboles fusang. En los poemas chinos, el topónimo Fusang designaría a Japón.
En idioma japonés, Fusang se pronuncia /fusó/ (扶桑), y es uno de los nombres para designar el antiguo Japón. Varios buques de guerra de la Armada Imperial Japonesa fueron nombrados Fusō (como los acorazados Fusō de 1878 y Fusō de 1915. Varias compañías, como Mitsubishi Fuso Truck and Bus Corporation también llevan el nombre.

### Las Américas
Según algunos historiadores ―basados en un artículo de Joseph de Guignes― las distancias indicadas por Hui Shen (20 000 unidades li chinas) ubicarían el país de Fusang en la costa oeste del continente norteamericano si se toma la definición antigua de la medida china Li. Algunos mapas europeos del siglo XVIII localizan Fusang entre el norte del Estado de California (EE. UU.), y el sur de la Columbia Británica (Canadá).
La unidad china de longitud, el li, varió con el tiempo, pero durante las dinastías Han medía 415,8 metros.
Es posible que el li Han se continuó usando durante algunos siglos después de la caída de la dinastía Han. Si esto es así, los 20.000 li se traduciría en cerca de 8316 kilómetros, una buena aproximación de la distancia entre China y la Columbia Británica (8600 kilómetros). Incluso en la dinastía Tang (618-907) el li era más corto: medía aproximadamente 323 metros, lo que daría 6460 kilómetros, en cuyo caso, la distancia solo podría indicar que Fusang era Fiyi.
Varios historiadores y arqueólogos postulan la existencia de un intercambio comercial entre Asia Oriental (en particular China) y América del Norte antes de la llegada de Cristóbal Colón a América a finales del siglo XV. En especial cuando se ha encontrado evidencia arqueológica que apoya está teoría como son objetos metálicos de origen asiático en algunas partes de Norteamérica que datan del siglo XII d. C.

## Descripciones de Fusang

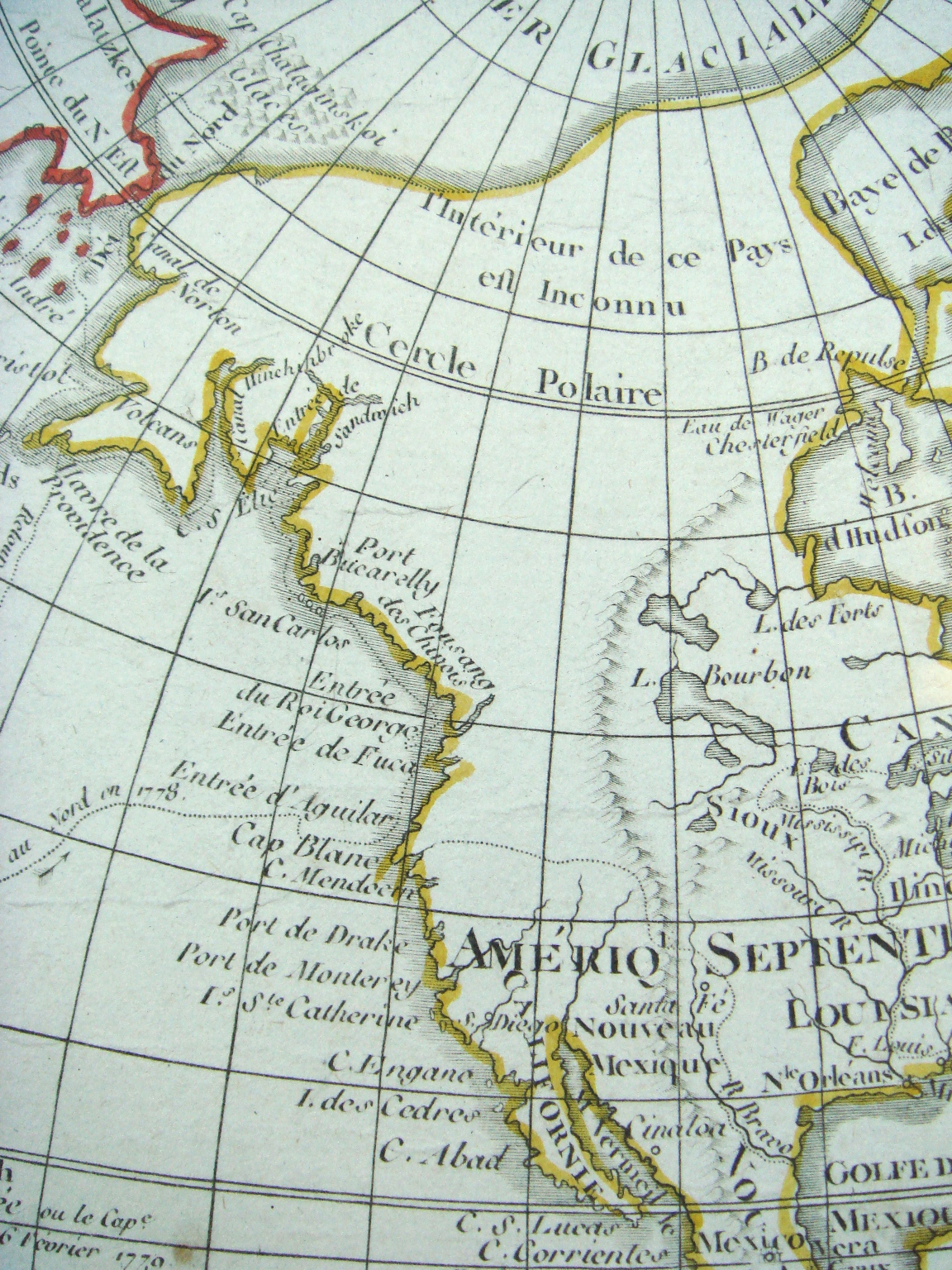
Mención de Fousang des Chinois (la Fusang de los chinos) en un mapa francés de 1792, en el área de la Columbia Británica (Canadá).

### Descripción general
De acuerdo con el informe de Hui Shen a los chinos en su visita a China, describió en el Liang shu:

Fusang está a 20.000 li hacia el este del país de Dahan (literalmente ‘gran Han’), y situado al este de China (literalmente, ‘medio país’). [...] En esa tierra hay muchas plantas fusang (tal vez mora roja) de forma ovalada, similar a las hojas de la paulownia y frutos comestibles de color rojo-púrpura, como peras. El lugar era rico en cobre y vestigios de oro y plata, pero no de hierro. Las tribus nativas en Fusang eran civilizadas, y viven en comunidades bien organizadas. Producen papel con la corteza de las plantas fusang para escribir y la tela es producida a partir de las fibras de la corteza, que se utiliza para trajes o taparrabos. Sus casas y cabañas eran construidas con madera de morera roja. Los frutos y brotes tiernos de las plantas son su fuente de alimentos. Cazan ciervos para la carne y leche, al igual que los chinos crían ganado en casa, y producen queso con leche de venado. Viajan a caballo y transportan sus mercancías con carros o trineos tirados por caballos, búfalos o ciervos.
Liang Shu

### Organización del país
Acerca de la organización del país:

Un jefe principal, con la ayuda de varios funcionarios, rige el país. La mayoría de las personas son ciudadanos respetuosos de la ley. El país no tiene ejército o defensa militar, sino dos cárceles, una en el norte y la otra en el sur del país. Los que cometieron delitos graves son enviados al norte y se quedan allí durante toda su vida. Estos presos, sin embargo, podrían casarse. Si se casaban y tenían hijos, estos son convertidos en esclavos y las hijas mantenidas en servicio doméstico.
Liang Shu

### Prácticas sociales
Acerca de las prácticas sociales en Fusang:

El régimen del matrimonio era relativamente simple: si un chico quería casarse con una chica, tenía que construir una cabaña junto a la casa de la niña y permanecer allí durante un año. Si a la chica le gustaba él, podrían casarse; de lo contrario, se le pedía que se fuera. [...] Cuando una persona moría en la comunidad, su cuerpo era cremado. El período de luto variaba desde siete días por la muerte de un padre, cinco días para un abuelo y tres días para un hermano o hermana. Durante su período de duelo no debían consumir alimentos, sino solo agua. No tenían ninguna religión.
Liang Shu

### Conversión al budismo

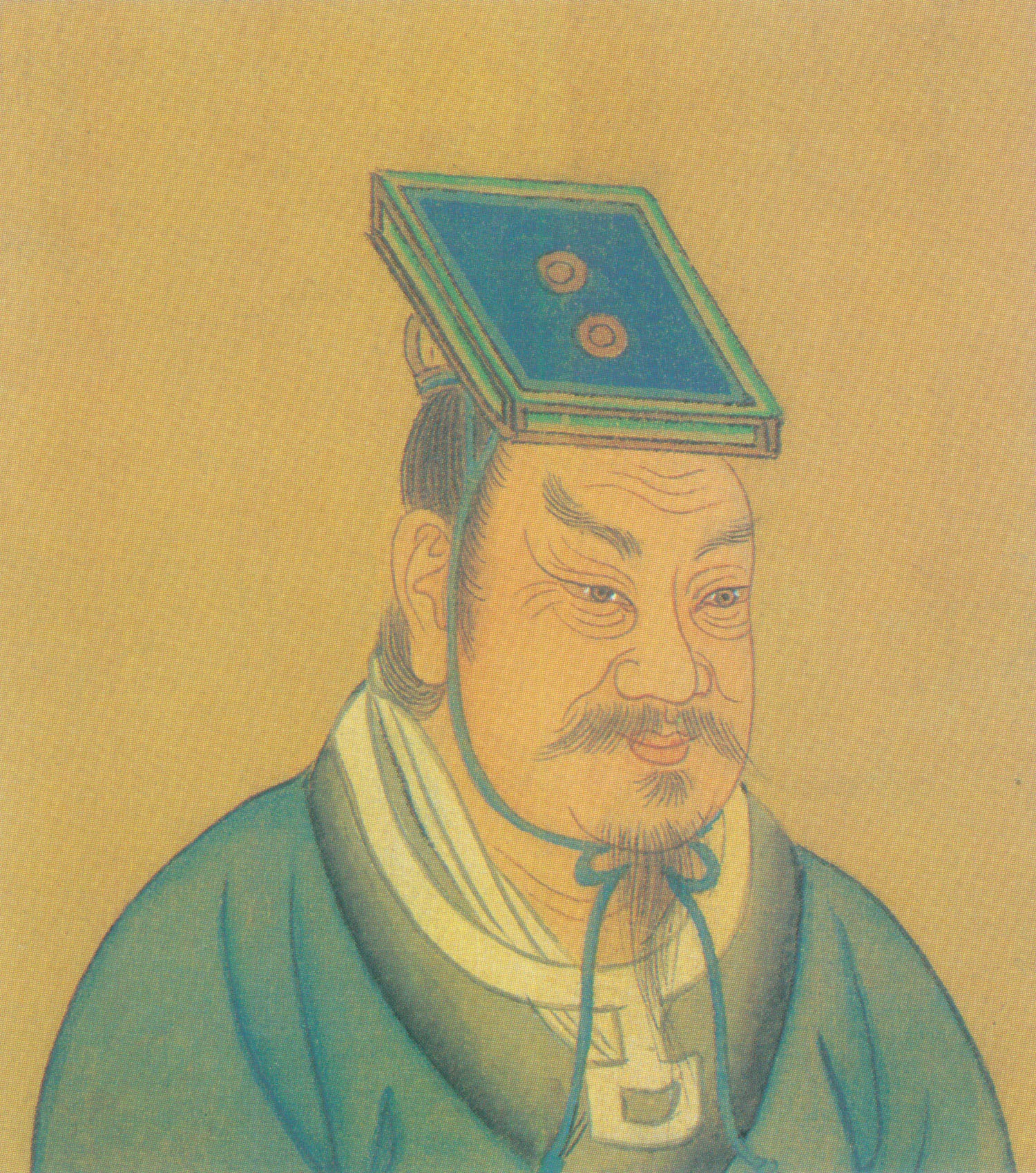
Liu Yu, emperador Wu de la dinastía Liu Song.

El Liang shu también describe la conversión al budismo de Fusang por parte de los seis monjes budistas provenientes de Gandhara (actual Afganistán):

En tiempos antiguos, la gente de Fusang no sabía nada de la religión budista, pero en el segundo año del emperador Da Ming de la dinastía Liu Song (485 d. C.), cinco monjes de Kipin (Kabul, en la región de Gandhara) viajaron por barco a ese país. Propagaron la doctrina budista, distribuyendo escrituras y dibujos, y aconsejaron a la gente a renunciar a los apegos mundanos. Como resultado, las costumbres de Fusang cambiaron.
Liang Shu